# Grand Prix automobile d'Allemagne 1929

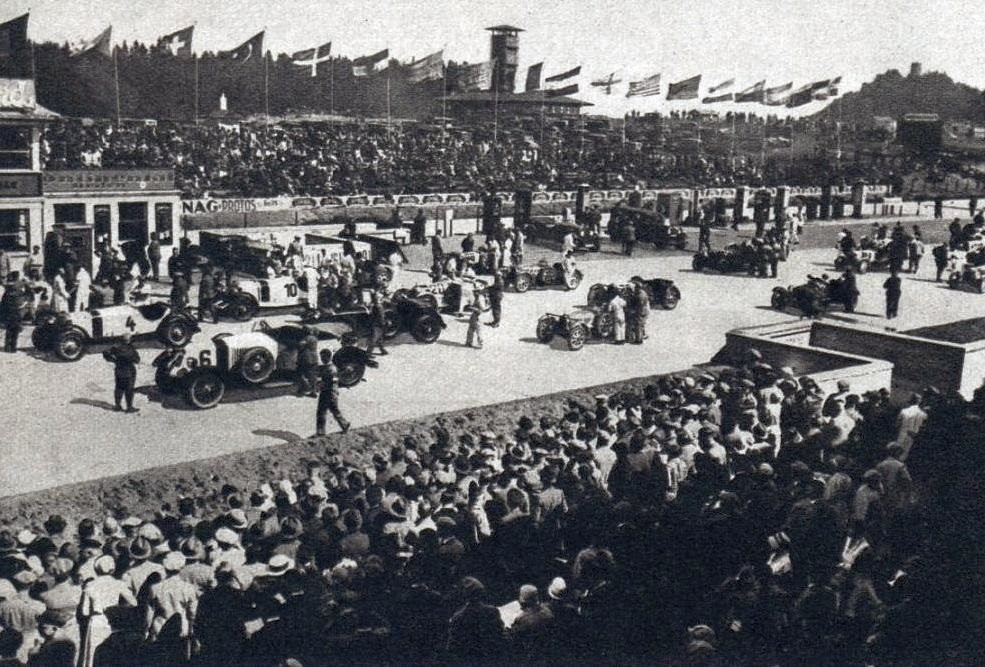
Nürburgring 1929, départ du Grand Prix national...

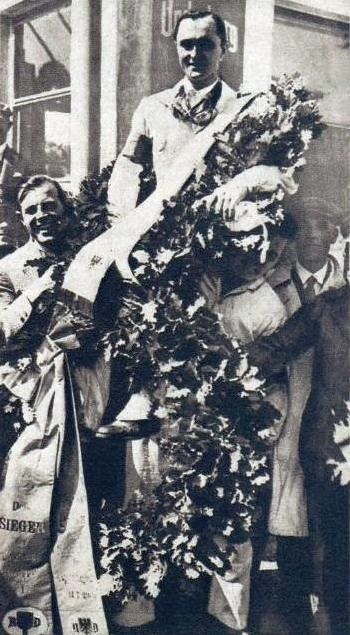
...et victoire de Louis Chiron, sur Bugatti T35C.

Le Grand Prix d'Allemagne 1929, 4e édition de ce Grand Prix encore appelé Grand Prix des Nations, s'est déroulé le 14 juillet 1929 sur le Nürburgring sur 18 tours de 28,265 km, soit au total 508,77 km.

## Classement de la course
| Pos  | no | Pilote                      | Écurie                       | Châssis              | Tours | Temps/Abandon    |
| ---- | -- | --------------------------- | ---------------------------- | -------------------- | ----- | ---------------- |
| 1    | 28 | Louis Chiron                | Automobiles Ettore Bugatti   | Bugatti T35C         | 18    | 4 h 46 min 6 s 4 |
| 2    |    | Georges Philippe            | Automobiles Ettore Bugatti   | Bugatti T35C         | 18    | + 11 min 45 s 8  |
| 3    | 10 | August Momberger            | Daimler Motoren Gesellschaft | Mercedes-Benz SSK    | 18    | + 14 min 31 s 4  |
| 3    | 10 | Max von Arco-Zinneberg (de) | Daimler Motoren Gesellschaft | Mercedes-Benz SSK    | 18    | + 14 min 31 s 4  |
| 4    |    | Guy Bouriat                 | Automobiles Ettore Bugatti   | Bugatti T35C         | 18    | + 17 min 22 s    |
| 5    |    | Mario Lepori                | Privé                        | Bugatti T35B         | 18    | + 20 min 6 s 2   |
| 3    | 12 | Willy Rosenstern            | Daimler Motoren Gesellschaft | Mercedes-Benz SSK    | 18    | + 23 min 14 s 7  |
| 3    | 12 | Adolf Rosenberger           | Daimler Motoren Gesellschaft | Mercedes-Benz SSK    | 18    | + 23 min 14 s 7  |
| 6    |    | Eckhart von Kalnein         | Automobiles Ettore Bugatti   | Bugatti T35B         | 17    | + 1 tour         |
| 7    |    | Ernst Burggaller            | Privé                        | Bugatti T37A         | 17    | + 1 tour         |
| 8    |    | Diego de Sterlich           | Officine Alfieri Maserati    | Maserati 26B         | 17    | + 1 tour         |
| 9    |    | Hans Kersting               | Privé                        | Bugatti T37A         | 17    | + 1 tour         |
| 10   |    | Francesco Pirola            | Privé                        | Alfa Romeo 6C 1500SS | 16    | + 2 tours        |
| 11   |    | Berthold Stoll              | Privé                        | Fiat 509             | 16    | + 2 tours        |
| 12   |    | Amadeo Ruggeri              | Privé                        | Maserati 26          | 16    | + 2 tours        |
| 13   |    | Gerhard Macher              | Privé                        | DKW                  | 16    | + 2 tours        |
| Abd. |    | Karl Häberle                | Hannoversche                 | Hanomag              | 12    |                  |
| Abd. | 2  | Rudolf Caracciola           | Daimler Motoren Gesellschaft | Mercedes-Benz SSK    | 5     | Moteur           |
| Abd. |    | Hans Simons                 | Privé                        | DKW                  | 4     |                  |
| Abd. | 6  | Eduard Klimberg             | Privé                        | Renault 40CV         | 2     | Pneus            |
| Abd. | 4  | Georg Kimpel                | Daimler Motoren Gesellschaft | Mercedes-Benz SSK    | 1     |                  |
| Abd. |    | Otakar Bittmann             | Privé                        | Bugatti T35C         | 1     |                  |
| Abd. |    | Helmut Butenuth             | Hannoversche                 | Hanomag              | 1     |                  |
| Abd. |    | Hugo Urban Emmerich         | Automobiles Talbot           | Talbot 70            | 1     |                  |
| Abd. |    | Birven                      | Privé                        | Impéria              | ?     |                  |
| Abd. |    | Anton Kahle                 | Privé                        | "Z"2                 | ?     |                  |
| Abd. |    | Josef Mamula                | Privé                        | "Z"2                 | ?     |                  |
| Abd. |    | Ernst Prochazka             | Privé                        | "Z"2                 | ?     |                  |
| Abd. |    | Antonio Sartorio            | Privé                        | Alfa Romeo 6C        | ?     |                  |
| Abd. |    | Willy Scholl                | Privé                        | Amilcar C6           | ?     |                  |
| Abd. |    | Ingemar Schulze             | Privé                        | Bugatti T37A         | ?     |                  |
| Abd. |    | Willi Seibel                | Privé                        | Bugatti T37A         | ?     |                  |
| Abd. |    | Karl Stohanzl               | Privé                        | "Z"2                 | ?     |                  |
| Abd. |    | Karl Tunal Divisek          | Privé                        | "Z"2                 | ?     |                  |

- Légende: Abd.=Abandon.